# Protesty w Jordanii
Protesty w Jordanii – antyrządowe protesty w Jordanii, których celem była zmiana rządu, demokratyzacja życia politycznego i wymuszenie na władzach przeciwdziałania pogarszającej się sytuacji materialnej społeczeństwa. Demonstracje rozpoczęły się w styczniu 2011 roku, miały miejsce głównie w stołecznym Ammanie, ale także w innych większych miastach.
Demonstracje zaczęły się 7 stycznia 2011 roku od marszu kilkuset pracowników sektora publicznego w miejscowości na południe od Ammanu. Demonstranci protestowali przeciwko rosnącym kosztom życia.
11 stycznia rząd przeznaczył 169 mln dolarów amerykańskich na obniżenie cen i tworzenie miejsc pracy. Pomimo tego 14 stycznia miała miejsce demonstracja przed siedzibą parlamentu przeciwko wzrostowi cen żywności, bezrobociu, korupcji i niedemokratycznemu charakterowi sceny politycznej. Demonstranci domagali się także dymisji rządu i premiera Samira Rifaia. Demonstracje koordynowali działacze głównej partii opozycyjnej w kraju, Islamskiego Frontu Działań i Bractwa Muzułmańskiego, z którego wymieniona partia się wywodzi.
18 stycznia sekretarz generalny Frontu, Hamza Mansur, zaapelował do króla w sprawie zmiany rządu i przeprowadzenia nowych wyborów parlamentarnych, zarzucił także poprzednim wyborom „nieprzejrzystość”. Premier Samir Rifai pod wpływem demonstracji cofnął podwyżki cen żywności, obniżył cenę benzyny oraz podniósł emerytury i pensje urzędników i wojskowych. Pomimo ustępstw ze strony rządu, w siedmiu miastach kraju miały miejsce wielotysięczne demonstracje, żądające dymisji premiera, głównie związane z Frontem Akcji Islamskiej oraz partiami lewicowymi i panarabskimi.
27 stycznia król wezwał rząd i parlament do szybkiego przeprowadzenia reform w dziedzinie polityki i spraw społecznych, potępił również nieudolność ministrów. Pomimo wprowadzonej obniżki cen żywności protesty nie wygasły, zostały także zapowiedziane kolejne demonstracje.
28 stycznia odbyła się w Ammanie demonstracja 3500 zwolenników reform, głównie z Frontu Akcji Islamskiej oraz partii lewicowych i panarabskich, którzy domagali się dymisji premiera Rafai i podjęcia działań skierowanych przeciw inflacji i bezrobociu.
31 stycznia FAI poinformował, że dzień wcześniej jego partia złożyła u premiera Samira Rifaia petycję w sprawie dymisji rządu, powołania rządu jedności narodowej i wprowadzenia reform w ordynacji wyborczej, które pozwolą na stworzenie reprezentatywnego parlamentu. FAI podkreśliła niepodważalność pozycji monarchy. Pod wpływem demonstracji, 1 lutego premier Samir Rifai podał się do dymisji, a król tę dymisję przyjął. Nowym premierem został mianowany Maruf al-Bachit, który był już premierem w latach 2005-2007. Decyzja ta spotkała się z ostrą krytyką opozycji, która zarzuca nowemu premierowi, że w czasie jego poprzednich rządów miało dojść do sfałszowania wyników wyborów parlamentarnych. 3 lutego nowy premier zorganizował spotkanie z przedstawicielami FAI, którzy ocenili je pozytywnie, ale nie odwołali planowanych protestów, które odbyły się zgodnie z planem w piątek 4 lutego. 10 lutego 36 liderów beduińskich wydało oświadczenie oskarżające królową Ranię o korupcję i ingerowanie w rządy.
Wieczorem 16 lutego w Irbidzie miała miejsce demonstracja 1500 osób, byli to głównie przedstawiciele związków zawodowych, członkowie opozycyjnych partii politycznych i organizacji kobiecych, którzy domagali się reform politycznych i socjalnych. Również tego samego dnia miała miejsce demonstracja pracowników uniwersyteckich w Ammanie, która odbyła się pod hasłem ograniczenia władzy i reform konstytucyjnych.
Na 25 lutego zwołano „Dzień Gniewu”. Na ulice stołecznego Ammanu wyszło 6-10 tys. ludzi, żądających od króla demokratycznych reform, dalszych obniżek cen, przyśpieszenia demokratyzacji systemu politycznego oraz reform gospodarczych.
W marcu 2011 protesty osłabły, jednak 24 marca 500 demonstrantów rozbiło obozowisko na głównym placu stolicy. Większość z nich stanowili studenci i bezrobotni absolwenci uniwersytetów. Dzień później doszło do starć zwolenników i przeciwników króla. Do walk włączyła się policja, która obrzucała kamieniami przeciwników monarchy. Rannych zostało 100 osób, jedna osoba zginęła. 15 kwietnia 40 policjantów zostało rannych podczas protestów salafitów w mieście Az-Zarka.